# Nhat Linh
Nhất Linh (一靈) var pseudonymen för den vietnamesiske författaren, tidningsmannen och politikern Nguyễn Tường Tam (阮祥三), född 25 juli 1905, död 7 juli 1963.
Nhất Linh var redaktör för stora tidningar som Seder (Phong Hoá) och Idag (Ngày Nay). Det var han som grundade Autonoma Litteraturgruppen (Tự Lực Văn Đoàn) och han var dess främste författare. Han skapade många berömda romaner, till exempel Đoạn tuyệt, Bướm trắng och Đời mưa gió. Han grundade Đại Việts Förvaltningsparti (Đại Việt Dân Chính Đảng) och var en tid partisekreterare i Vietnams Nationalistparti (Việt Nam Quốc Dân Đảng, förkortat VQ)̣. Han innehade posten som utrikesminister i Förenade Motståndkampens (Liên Hiệp Kháng Chiến) regering.

## Familjebakgrund
Nhất Linh hette egentligen Nguyễn Tường Tam. Han föddes den 25 juni 1905 i länet Cẩm Giàng, provinsen Hải Dương, men hans hemort var byn Cẩm Phô i länet Điện Bàn, provinsen Quảng Nam.
Hans farfar, Nguyễn Tường Tiếp, var länshövding i Cẩm Giàng tills han gick i pension. Hans ende son,  Nguyễn Tường Nhu, dog 1918 vid 37 års ålder. Med hustrun Nguyễn Thị Sâm fick han sju barn:
- Nguyễn Tường Thụy, chef för posten.
- Nguyễn Tường Cẩm, lantbruksingenjör, chef för Idag
- Nguyễn Tường Tam, författare under pseudonymen Nhất Linh
- Nguyễn Tường Long, författare under pseudonymen Hoàng Đạo
- Nguyễn Thị Thế
- Nguyễn Tường Lân, författare under pseudonymen Thạch Lam
- Nguyễn Tường Bách, läkare

Nhất Linhs familj, som bodde i det lilla länet Cẩm Giang, fick det svårt efter faderns död. Nhất Linh och syskonen umgicks från barnsben  med fattiga bönder och det kom att påverka både Nhất Linhs och Thạch Lams litterära verk.

## Liv och yrke

### Studietiden
Nhất Linh gick i småskolan i Cẩm Giang och i mellanskolan på skolan Bưởi i Hanoi. När han var sexton år gammal skrev han en dikt i tidningen Trung Bắc Tân Văn, och när han var arton en artikel som hette Litterär kritik av Kim och Kieu i tidskriften Nam Phong Tạp Chí.
I slutet av 1923 tog han studenten. Men då han var för ung för att komma in på universitetet blev han sekreterare på Hanois finanskontor. Han lärde känna Tú Mỡ och skrev för tidningen Nho Phong. Det var nu han gifte sig med Phạm Thị Nguyên.
1924 återupptog han sina studier, i medicin och konst, men avbröt dem efter bara ett år. 1926 åkte han till södra Vietnam, träffade där Trần Huy Liệu och Vũ Đình Di och beslöt att arbeta som journalist med dem. Men de bägge blev arresterade för att ha varit med vid Phan Chu Trinhs begravning, och Nhất Linh måste fly till Kambodja, där han försörjde sig på att teckna. Han sökte ett sätt att kunna studera utomlands.
1927 reste han till Frankrike för att studera. Där forskade han i journalistik och publistik. 1930 tog han licentiatexamen i fysik och kemi och for samma år hem till Vietnam.

### Litterär verksamhet
Efter återkomsten sökte Nhất Linh med sina bröder Hoàng Đạo och Thạch Lam tillstånd att ge ut en satirisk tidning som skulle heta ’’Skrattet’’, men tiden gick ut innan de fått ihop tillräckligt med pengar. 1930 till 1932 undervisade han på skolorna Thăng Long och Gia Long där han lärde känna Khái Hưng.
1932 köpte han tillsammans med några andra personer tidningen Seder (Phong Hoá). Han förespråkade att man med skratt och satir skulle gå till anfall mot feodala sedvänjor, och hänvisade till "europeiseringen" för att hävda individualismen. Han blev chef för tidningen. Från den 2 september 1932 och framåt hade Seder åtta stora sidor. Tidningen lade vikt vid litteratur och satir och skapade tre typiska gubbar: Xã Xệ, Lý Toét och Bang Bạnh.
1933 grundade Nhất Linh Autonoma Litteraturgruppen med följande medlemmar:
- Nhất Linh (Nguyễn Tường Tam)
- Khái Hưng (Trần Khánh Giư), även kallad Nhị Linh
- Hoàng Đạo (Nguyễn Tường Long)
- Thạch Lam (Nguyễn Tường Lân)
- Tú Mỡ (Hồ Trọng Hiếu)
- Thế Lữ (Nguyễn Thứ Lễ)

Senare tillkom Xuân Diệu och Trần Tiêu – Khái Hưngs lillebror. Ytterligare några författare samarbetade nära med Autonoma Litteraturgruppen. Autonoma Litteraturgruppens språkrör var tidningen Seder.
1936 måste Seder läggas ner eftersom Hoàng Đạo skrivit en artikel där han förlöjligade Hoàng Trọng Phu. Idag, som redan tidigare fanns parallellt med Seder, fortsatte att ges ut och fungerade som en fortsättning på denna. I december 1936 startade Nhất Linh och Autonoma Litteraturgruppen i Idag rörelsen Ljuset, en välgörenhetsorganisation med syftet att förbättra levnadsförhållandena på landsbygden, till exempel genom att bygga inomhustoaletter för fattiga.

### Politisk verksamhet
År 1938 grundade Nhất Linh partiet Hưng Việt som året efter bytte namn till Đại Việts Förvaltningsparti, i vilket han själv var generalsekreterare. Autonoma Gruppens antifranska verksamhet blev nu uppenbar.
1940 arresterades Hoàng Đại, Khái Hưng och Nguyễn Gia Trí av fransmännen och skickades till Sơn La, där de hölls kvar tills de släpptes 1943. Under tiden skötte Thạch Lam och Nguyễn Tường Bách tidningen Idag, som dock lades ner i slutet av år 1941. Året efter flydde Nhất Linh till Kanton i Kina. Thạch Lam dog i Hanoi av tuberkulos. Förvaltningspartiet var nu nära att upplösas. Från 1942 till 1944 studerade Nhất Linh engelska och kinesiska.
I Kanton och Liuzhou träffade han Nguyễn Hải Thần och Hồ Chí Minh som just sluppit ur fängelset. Nhất Linh satt också i fängelse i fyra månader i Liuzhou och släpptes inte förrän Nguyễn Hả Thần gick i god för honom. Nhất Linh var verksam i Vietnams Revolutionära Allians (Việt Nam Cách Mạng Đồnh Minh Hội, förkortat VC). Sedan reste han till Kunming och arbetade i Vietnams Nationalistparti medan han bodde hos Vũ Hồng Khanh. I mars 1944, i Liuzhou, valdes han till suppleant i Revolutionära Alliansens verkställande utskott.
Konflikten mellan Việt Minh under Hồ Chí Minhs ledning och Nationalistpartiet blev allt intensivare, med fängslanden och politiska mord. Under sommaren 1945 följde Nhất Linh med armén till Hà Giang men vände sedan tillbaka till Kunming och Chongqing. Dessa händelser speglas i hans roman Giòng Sông Thanh Thủy.
Enligt direktiv som Nhất Linh sände från Kina började Hoàng Đạo, Khái Hưng, Nguyễn Gia trí och Nguyễn Tường Bách ge ut Idag igen, i liten skala, den 5 mars 1945 som språkrör för Nationalistpartiet.
I maj 1945 slog han, fortfarande i Chongqing, samman Förvaltningspartiet med Nationalistpartiet. Dess nya namn blev Đại Việts Nationalistparti, fast utomlands, särskilt i Kina, kallades man det Vietnams Nationalistparti för att undvika att stöta sig med sina kinesiska allierade. Nhất Linh var generalsekreterare i detta nya parti. I slutet av 1945 framträdde organisationen offentligt under benämningen Nationalistiska Fronten som alternativt namn.
I början av 1946 återvände Nhất Linh till Hanoi för att organisera oppositionen mot Việt Minhs regim, och gav ut tidningen Vietnam. I mars 1946 blev han utrikesminister i Förenade Motståndsregeringen. Han deltog som extraordinär icke vald deltagare i parlamentets första sammanträdesperiod.
Han ledde den vietnamesiska delegationen i förhandlingarna med Frankrike vid den förberedande konferensen i Đà Lạt. Han valdes till ledare för delegationen till konferensen i Fontainebleau men infann sig inte, utan flydde till Kina i maj 1946 och stannade kvar i Hongkong ända till 1951. Việt Minh beskyllde honom för att ha övergivit sin post och ha förskingrat allmänna medel.
1947 grundade han tillsammans med några andra Vietnams Enade Nationella Front i syfte att stödja Bảo Đại mot både Việt Minh och Frankrike, men fronten upplöstes redan 1950.
1951 kom han tillbaka till Vietnam och startade förlaget Phượng Giang som återutgav Autonoma Litteraturgruppens böcker, och förklarade att han inte längre skulle ägna sig åt politisk verksamhet. 1953 flyttade han till Đà Lạt. Emellertid levde hans fraktion kvar inom Nationalistpartiet i konkurrens med två andra fraktioner.
1958 flyttade han till Saigon och startade sitt mästerverk Kulturen idag ́(Văn Hoá Ngày Nay) som kom ut med elva nummer innan den stoppades. 1960 kom han till Saigon igen för att grunda Förenade Nationalistfronten som stödde överste Nguyễn Chánh This och major Vương Văn Đôngs statskupp. När kuppen misslyckats sattes han i husarrest av president Ngô Đình Diệm.
Han kallades till rättegång den 8 juli 1963. Då han natten innan fick reda på att han skulle föras till rätten tog han sitt liv med gift för att protestera mot president Diệms diktatorsfasoner. Han lämnade efter sig dessa berömda ord:
Må historien döma om mitt liv. Jag går inte med på att någon dömer mig. Det är allvarligt brott att fängsla och straffa oppositionella nationella element, och det kommer att leda till att landet hamnar i kommunisternas händer och går förlorat. Jag motsätter mig detta och förstör mig med egen hand liksom munken Thích Quảng Đức satte eld på sig själv för att varna dem som trampar på all slags frihet.

### Familj
Nhất Linh var gift med Phạm Thị Nguyên (1909 - 1981) från byn Phượng Dực i Thường Tín, provinsen Hà Đông. Fast han gått i västerländsk skola var det hans föräldrar som beslutade om äktenskapet. Före 1945 var hon ägare till den kända betelnötsaffären Cẩm Lợi i Hanoi. Hon dog i Frankrike den 6 maj 1981. Paret hade fem söner och två döttrar.

## Verk
Romaner
- Gánh hàng hoa (med Khái Hưng, 1934)
- Đời mưa gió (med Khái Hưng, 1934)
- Nắng thu (1934)
- Đoạn tuyệt (1934-1935)
- Lạnh lùng (1935-1936)
- Đôi bạn (1936-1937)
- Bướm trắng (1938-1939)
- Xóm cầu mới (1949-1957). Ej fullbordad.
- Giòng sông Thanh Thủy (1960-1961

Novellsamlingar
- Nho phong (1924)
- Người quay tơ (1926)
- Anh phải sống (med Khái Hưng, 1932 - 1933)
- Đi Tây (1935)
- Hai buổi chiều vàng (1934-1937)
- Thế rồi một buổi chiều (1934-1937)
- Thương chồng (1961)

Essän Viết và đọc tiểu thuyết (1952-1961)